# 陇堤县
陇堤县是唐朝时期在云南东部的一个县，隶属于南宁州。
武德元年（618年）置，治所在今师宗县丹凤街道。貞觀八年（634年），南宁州更名郎州，开元五年（717年）复故名，县皆属之。永泰元年（765年）废。